# Moussa Sissoko
Moussa Sissoko (født 16. August 1989 i Le Blanc-Mesnil, Frankrig) er en fransk fodboldspiller der spiller for den franske Ligue 1 klub Nantes.
Sissoko kom til Newcastle United F.C. i januar 2013 efter han har spillet i den franske klub Toulouse FC. Han blev solgt til Tottenham på transfervinduets sidste dag, 31. august 2016.
I sin første kamp for Newcastle United F.C., scorede Sissoko til 3-2, i tillægstiden mod Chelsea, på hjemmebanen St James' Park.